# Гонгил Эретрийский
Гонгил (др.-греч. Γογγύλος) — персидский правитель V века до н. э. родом из Эретрии на Эвбее.
По мнению советского учёного С. Я. Лурье, Гонгил являлся значительным государственным деятелем в Эретрии. Согласно Фукидиду, Диодору Сицилийскому, Корнелию Непоту и Ксенофонту, Гонгил стал доверенным лицом спартанского военачальника Павсания, вступившего в 478 году до н. э. в тайные переговоры с персидским царём Ксерксом I. При этом Ксенофонт отметил, что Гонгил был «единственным из эретрийцев, изгнанным за персофильство».
По свидетельству Ксенофонта, в Персии Гонгилу в управление были переданы города Мирина, Гриней, Гамбрий и Палегамбрий, располагавшиеся на побережье Эгейского моря рядом с рекой Каик. По предположению российского антиковеда О. Ю. Климова, Гонгил получил и Пергам. По замечанию исследователя Э. Хансена, в наименовании одной из фил Пергама «Эвбея» была увековечена родина Гонгила.
Потомками Гонгила были Горгион и Гонгил.